# Svatý Šimon (Mistr Theodorik)
Svatý Šimon patří k obrazům, které jsou připisovány Mistru Theodorikovi. V kapli sv. Kříže na Karlštejně je jeho obraz umístěn na východní (epištolní) stěně presbytáře za dělicí kovovou mříží.

## Popis a zařazení
Olejová tempera na bukové desce 115,2 × 92,9 cm. Na pozadí obrazu se částečně zachovaly kovové zlatnické aplikace. Apoštol Svatý Simeon Kananejský je vyobrazen s knihou a jedním ze svých atributů, krátkým mečem.
Zkoumání obrazu pomocí infračervené reflektografie odhalilo jemnou a detailní podkresbu v obličeji a suverénní náčrt drapérie. Malířské provedení dílo řadí mezi hlavní práce Mistra Theodorika. Ve srovnání s jeho vrcholnými díly se obraz se sv. Šimonem vyznačuje tvrdším a schématičtějším podáním v inkarnátech, určitým zploštěním a zjednodušením obličeje a menší plasticitou drapérie. Dlouhé vlasy a vousy jsou stočeny v pravidelných meandrech, podobně jako na obrazech se sv. Matějem a sv. Filipem. Obraz je výjimečný tím, že se na něm částečně zachovaly kovové zlatnické prvky. Ty původně zdobily více obrazů. Stopy po jejich upevnění se nalézají nejčastěji ve svatozářích.
Ozdoby jsou odlitky ze směsi olova a cínu, na povrchu zlacené. Opakují se na nich architektonické motivy, které mají analogické protějšky v dílech Parléřovy svatovítské huti: trojúhelné vimperky s kvadriloby a kraby, rozety a gotická okna s kružbami. Jsou obdobou tzv. poutnických odznaků, které se vyráběly hromadně a prodávaly v poutních místech západní Evropy, a také při pražských poutích ke sv. ostatkům v době vlády Karla IV.
O spolupráci Theodorika se zlatníky svědčí nepřímo i některé písemné dokumenty, např. list krále Václava IV. z roku 1381. Theodorik zřejmě zemřel bez dědiců a jeho statek v Mořině prodali dva pozdější vlastníci, Mikuláš Mendik z Plosu (Jílového), otec zlatníka Jorga a pražský zlatník Jan Waczenste (Vacenser). Jakým způsobem se stali majiteli statku nelze z listiny zjistit.
V Kapli sv. Kříže je obraz sv. Šimona umístěn vedle sv. Judy Tadeáše, se kterým má v západní křesťanské církvi společný svátek 28. října. V tento den byly ostatky obou apoštolů přeneseny do baziliky sv. Petra v Římě. Šimon působil spolu s Judou Tadeášem v Arménii a poté v Persii, kde byl ukřižován a rozřezán pilou, ubit či rozsekán. Proto bývá častěji vyobrazen s jiným atributem – pilou, případně sekerou, nebo křížem.

### Sv. Šimon v dílech grafiků, malířů a sochařů

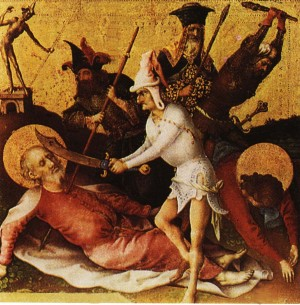
Stefan Lochner (1435–1440)
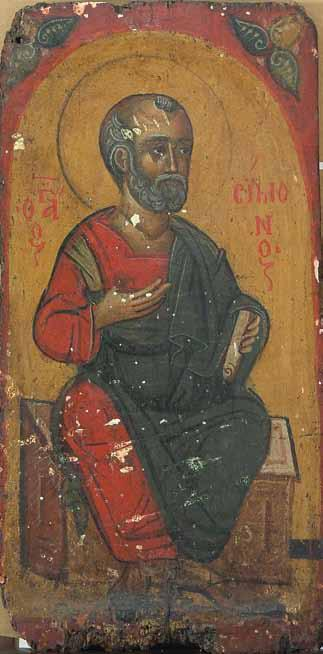
Makedonská ikona (15. stol.)
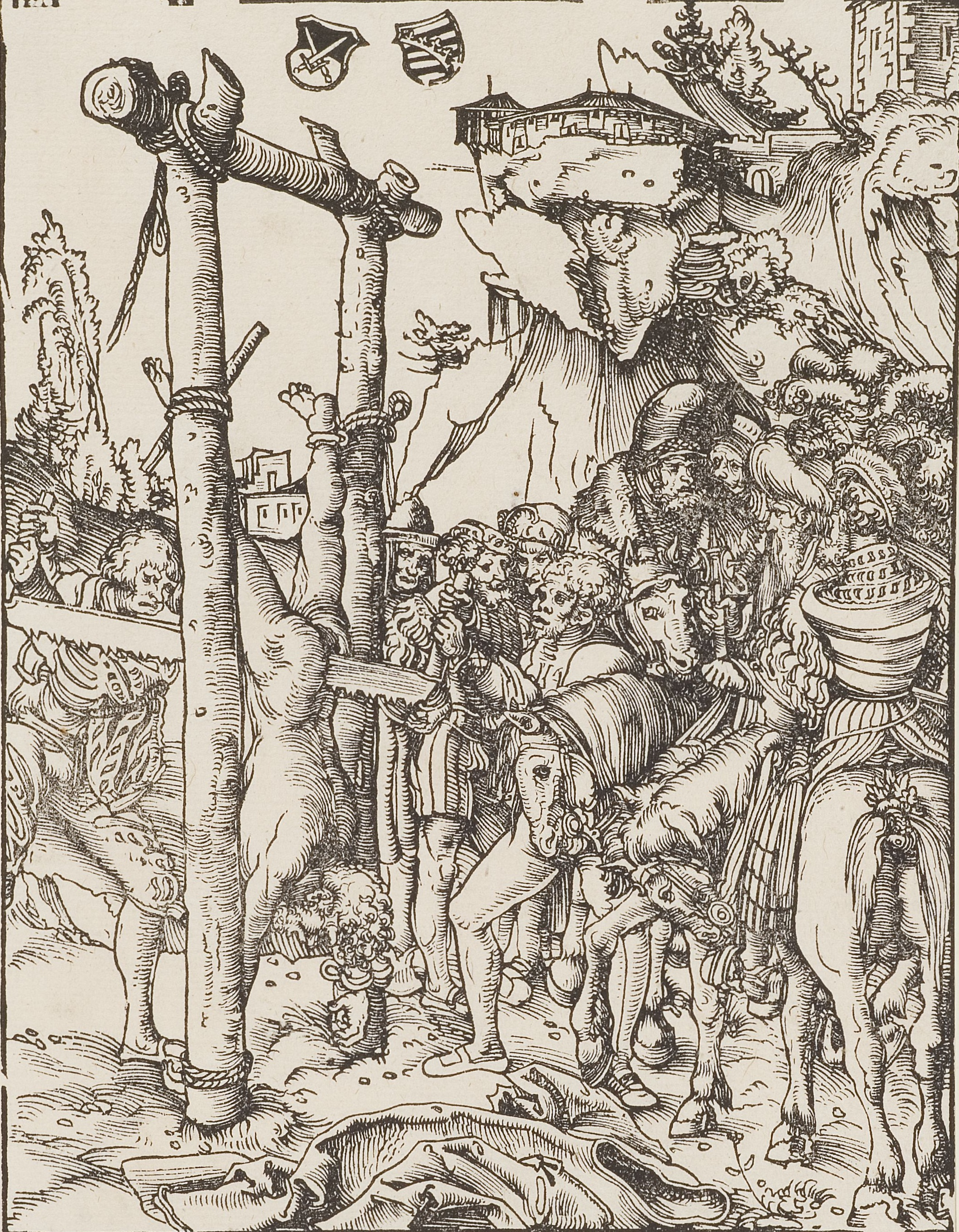
Dřevořez L. Cranacha st. (1512)
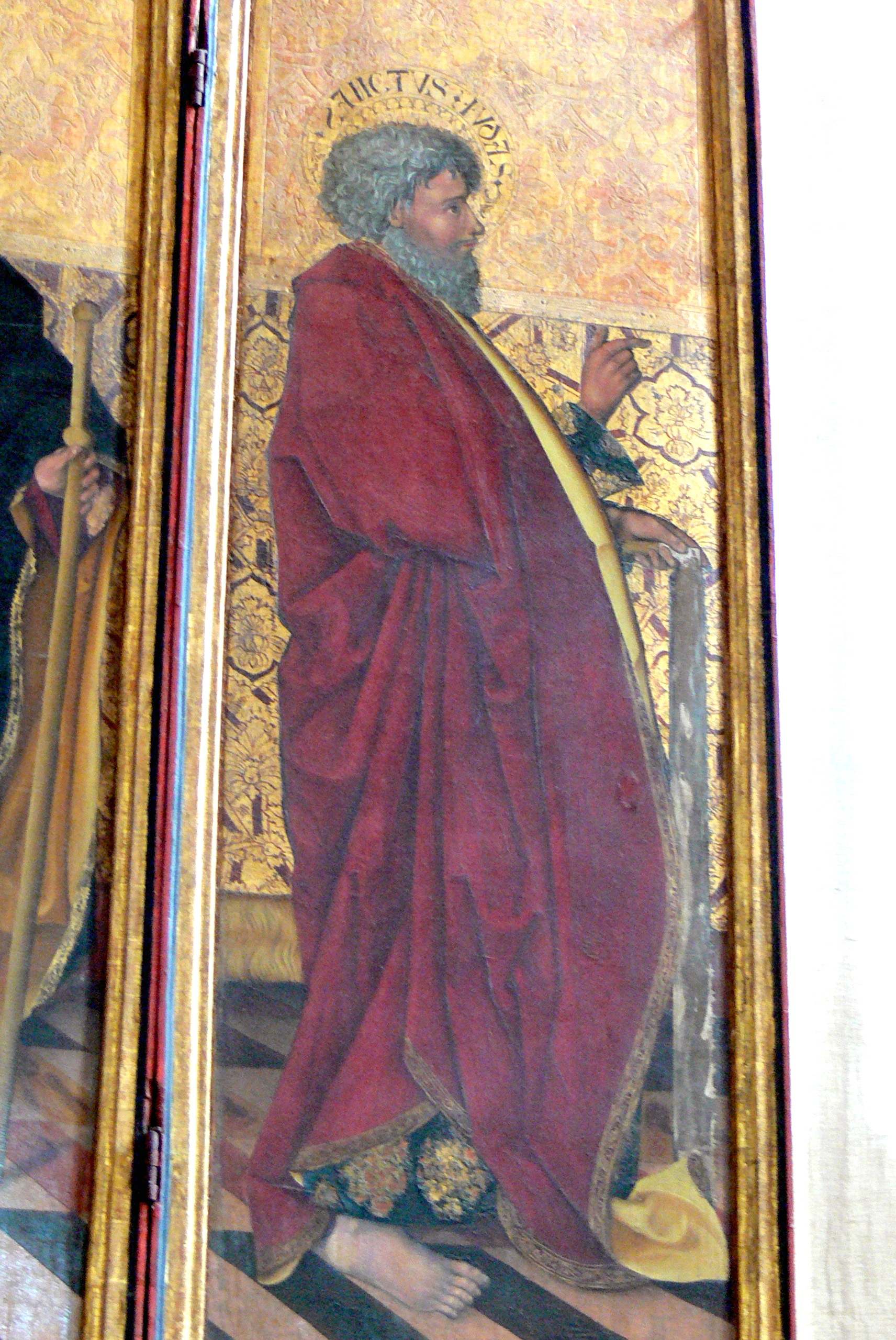
Oltářní křídlo, Bavorsko (kolem r. 1500)
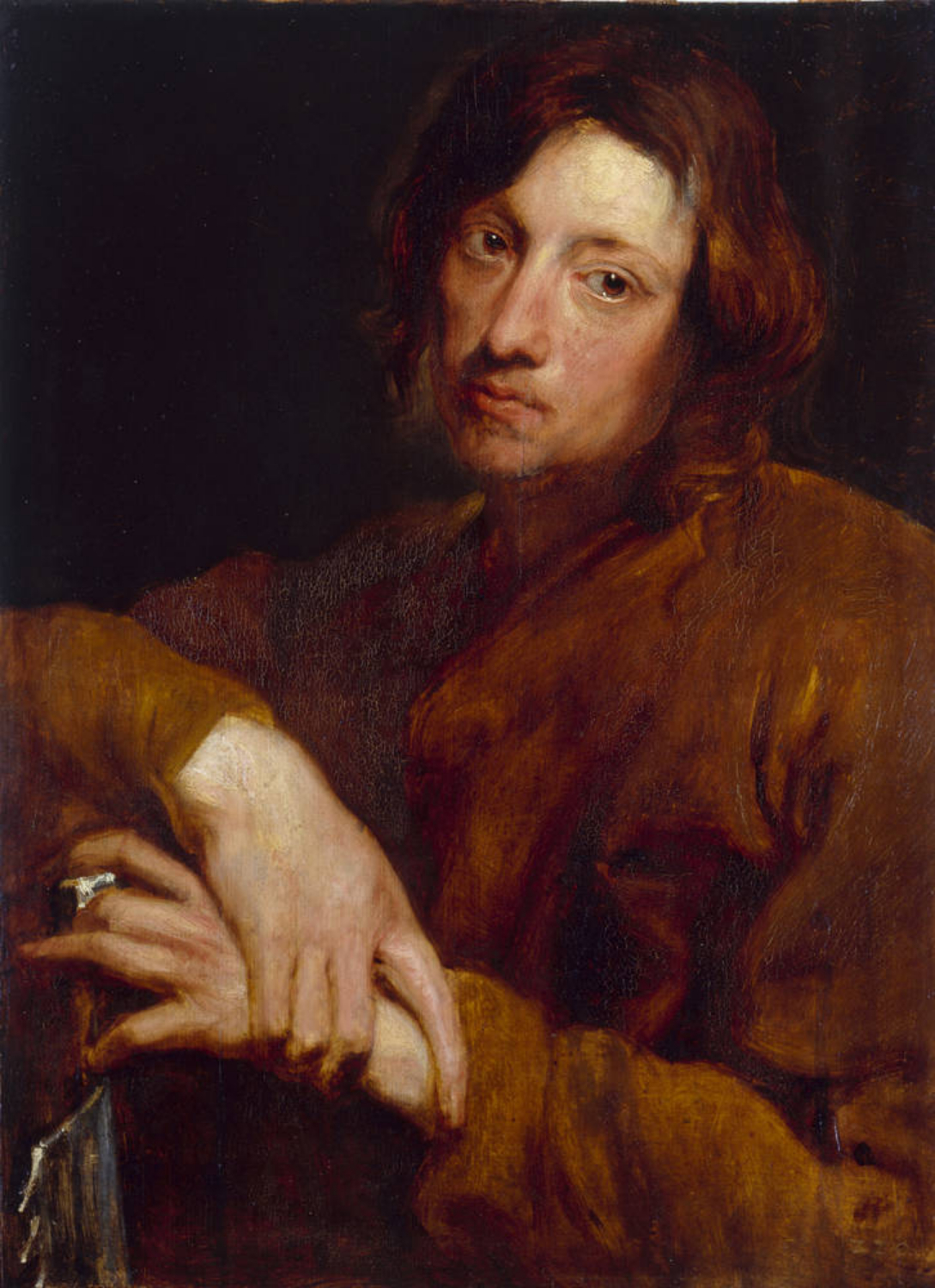
Van Dyck, 1618
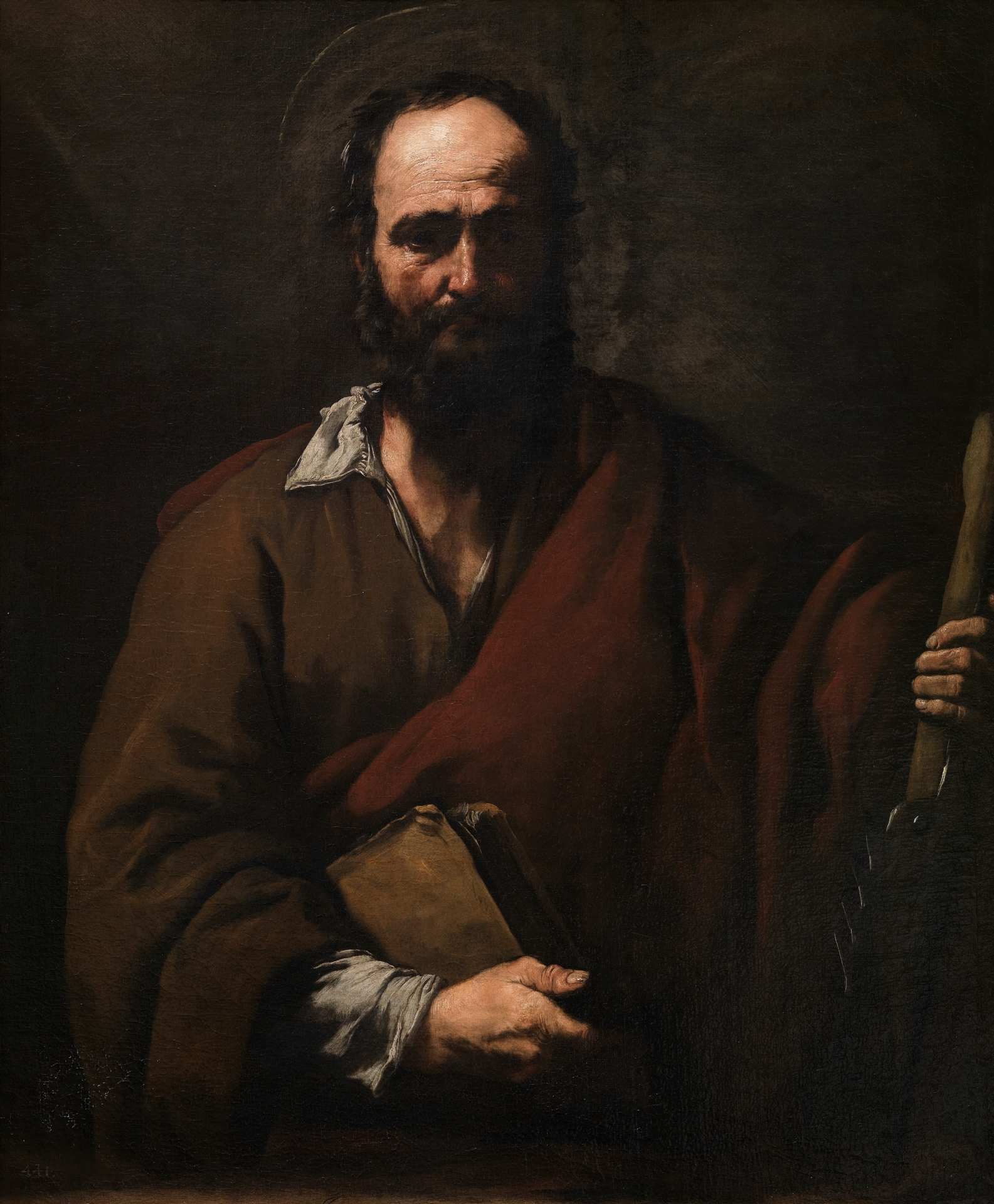
José de Ribera (1630–1635)
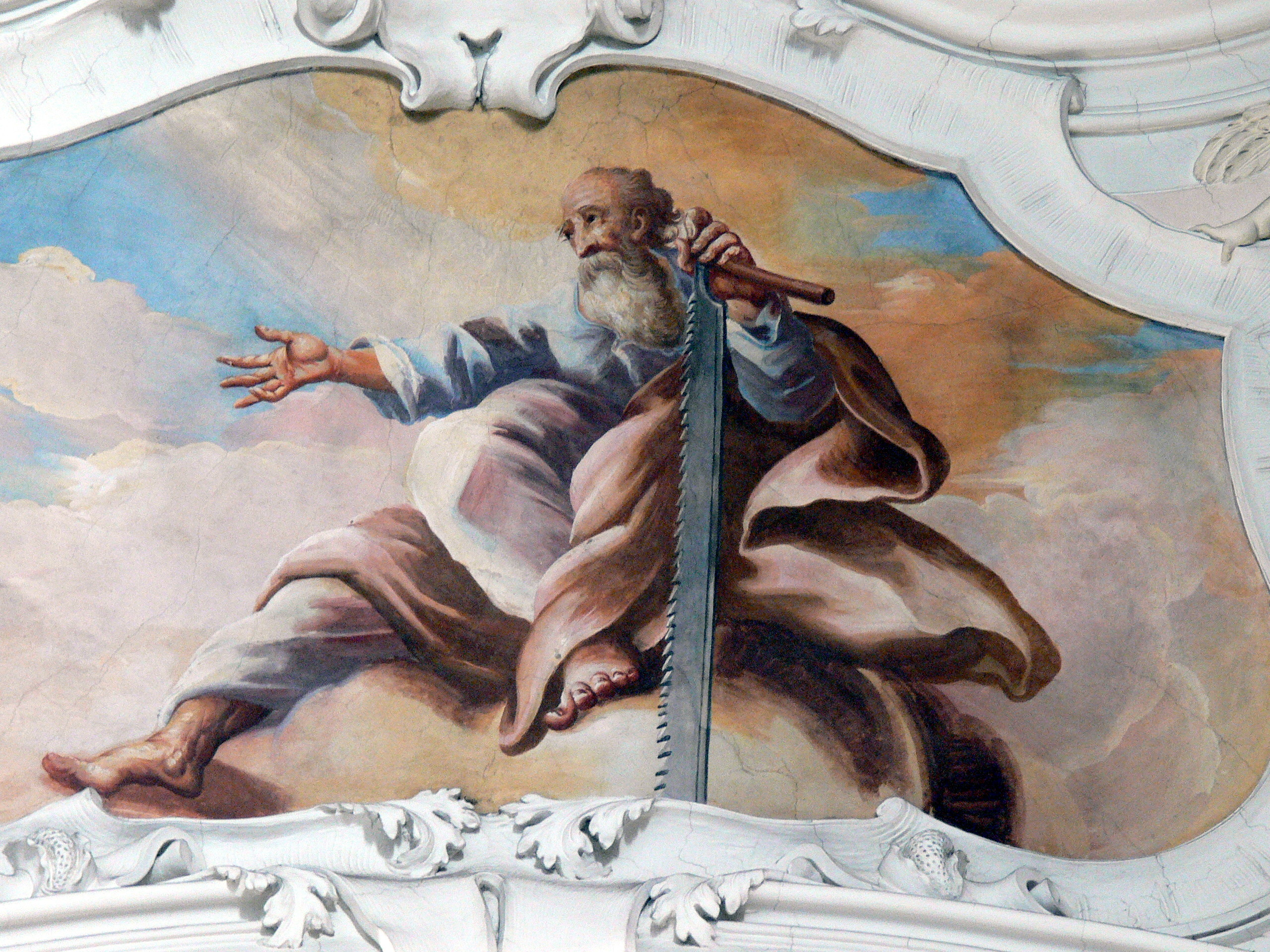
Barokní freska, Bavorsko
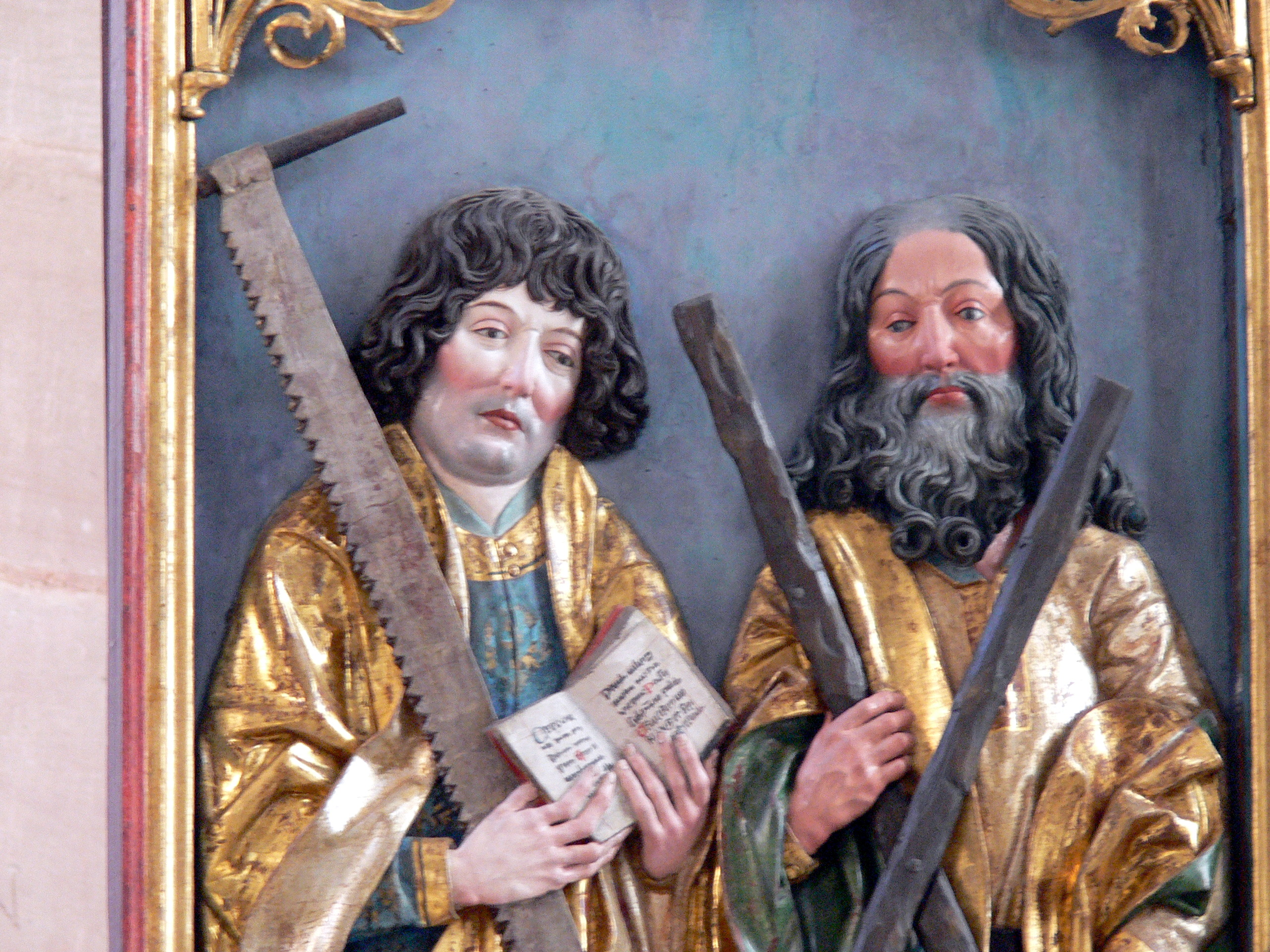
Heilsbronn (1504)
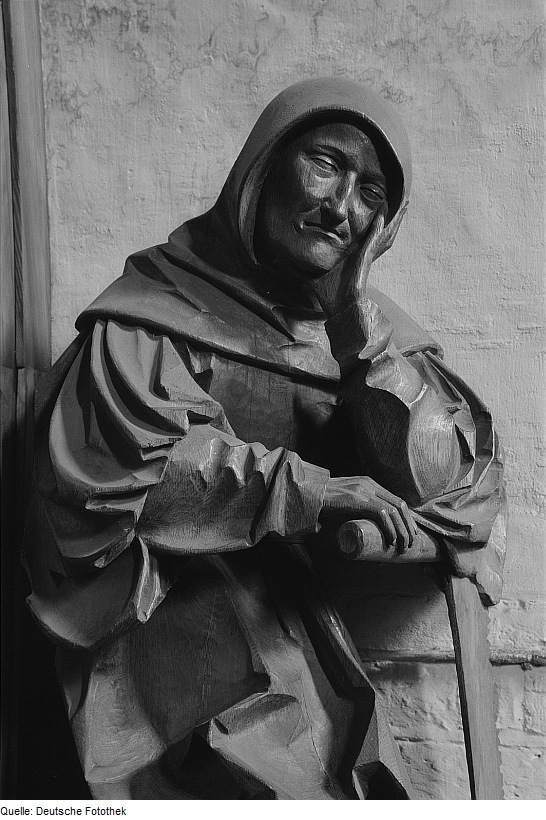
Claus Berg (1532)
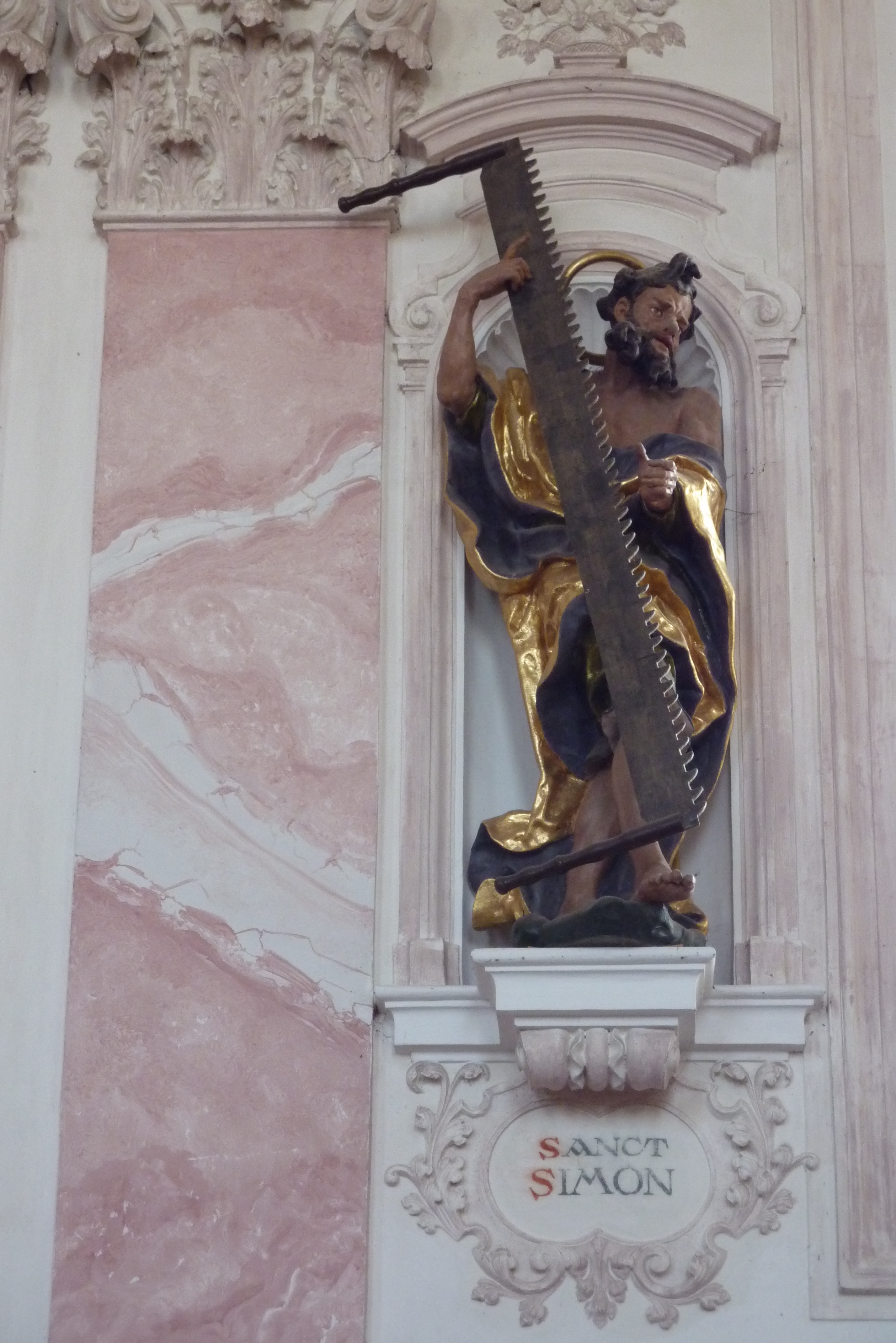
Barokní socha, Německo
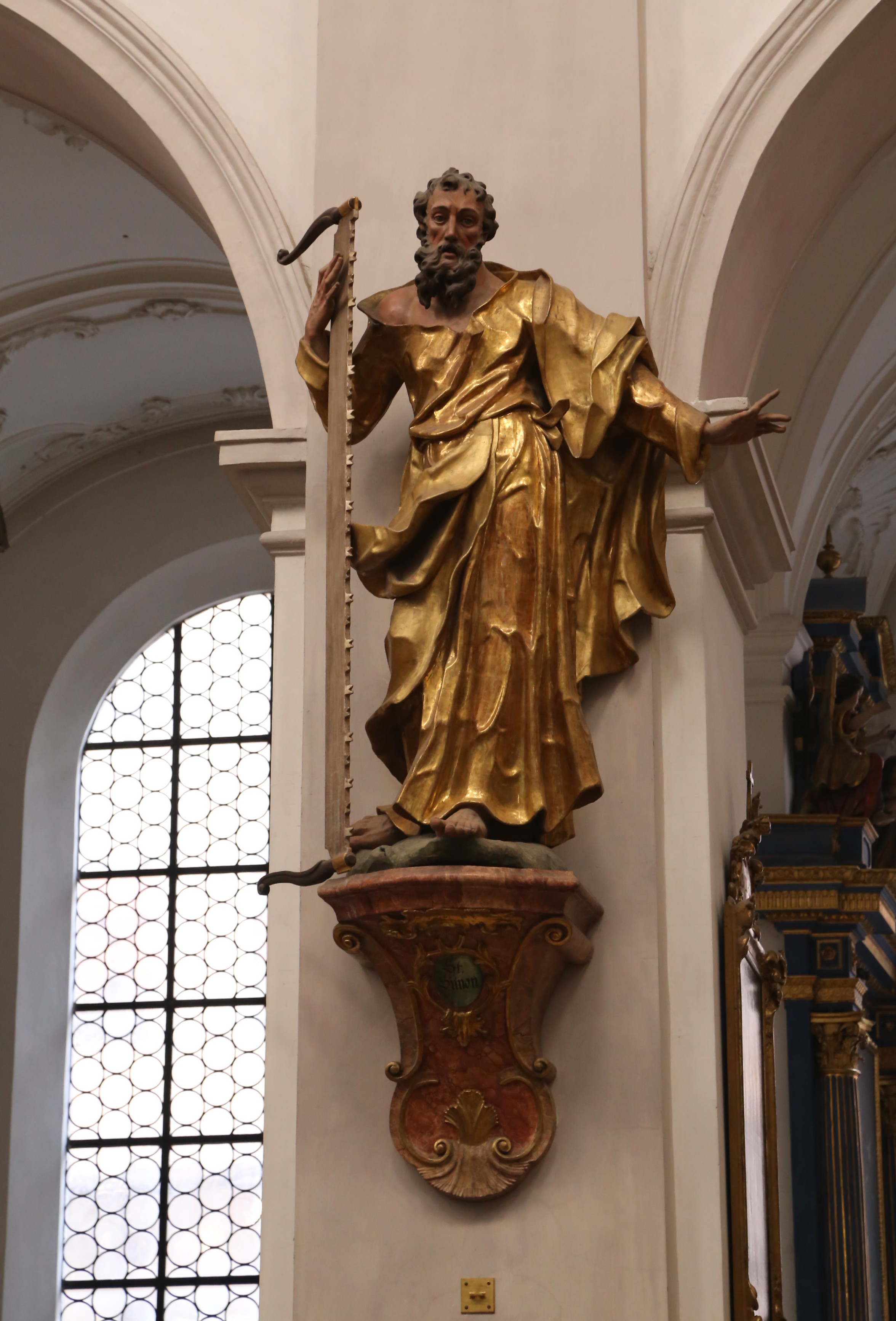
Barokní socha, Mnichov